# Воткинское викариатство

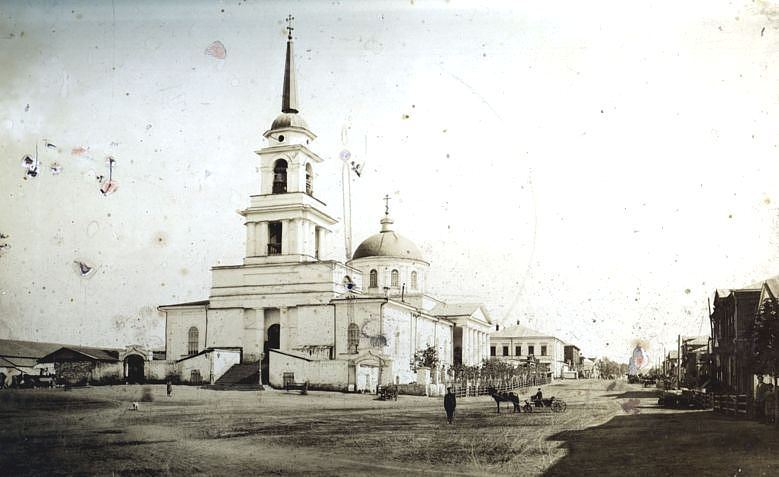
Благовещенский собор в Воткинске

Во́ткинское викариа́тство — викариатство Сарапульской епархии Русской православной церкви.
Учреждено в 1921 году по докладу епископа Сарапульского Алексия (Кузнецова). Получило название по посёлку Воткинскому (ныне Воткинск, Удмуртия). 16 декабря того же года на новооткрытую кафедру был назначен епископ Амвросий (Казанский).
25 ноября 1923 года епископ Сарапульский Алексий (Кузнецов) в своём докладе на имя Патриарха Тихона предлагал в скорейшем времени открыть в пределах образованной недавно Вотской автономной области (ВАО) самостоятельную Вотскую епархию с центром в г. Ижевске, как областном центре ВАО, и с викариатством в г. Глазове. Эта епархия, по мысли еп. Алексия, должна была быть миссионерской в отношении удмуртов, здесь проживавших. Однако Патриарх Тихон это ходатайство еп. Сарапульского Алексия об открытии Вотской самостоятельной епархии не удовлетворил, «потому что, — по словам
еп. Алексия, — находил несвоевременным дробление и разделение епархий вообще и Сарапульской в частности».
Осенью 1927 года последовал указ Заместителя Патриаршего Местоблюстителя и Синода о разделении Воткинской (Вотской) епархии между 5 соседними епархиями. В октябре 1927 года епископ Виктор направил митрополиту Сергию письмо с критикой «Декларации» и просьбой не закрывать Воткинскую кафедру.
После 1934 года кафедра не замещалось.

## Епископы
- Амвросий (Казанский) (16 декабря 1921 — 8 июля 1924)
- Иоанн (Братолюбов) (17 августа 1924 — март 1926)
- Онисим (Пылаев) (13 апреля 1926—1928)
- Николай (Ипатов) (1928 — февраль 1930)
- Димитрий (Поспелов) (14 октября 1933 — 27 июня 1934)